# Ouled Sidi Brahim (Bordj Bou Arreridj)
Pour les articles homonymes, voir Brahim (homonymie), Sidi Brahim et Ouled Sidi Brahim.
Ouled Sidi Brahim (en Kabyle: Tiɛwinin n At Sidi Brahem) est une commune Kabyle de la wilaya de Bordj-Bou-Arreridj en Algérie.

## Géographie
Ouled Sidi Brahem est communément appelé Sidi Brahim Oubebkeur, par opposition à Sidi Brahim Eddis se trouvant du côté da M'sila.

## Histoire

### La tribu des Ouled sidi brahem Oubebkeur
La commune des Ouled Sidi Brahem tire son origine de la tribu des Ouled-sidi-Brahem Oubebkeur. À la fin du XIXe siècle, son territoire, d'une superficie de 19 828 hectares, était limité : au nord, par les tribus de Beni-Mansour et d'Ahl-el-Ksar et Sebkha (département d'Alger) ; au sud, par les douars de Boukton (ancienne tribu de Djebaïlia), d'Arbéa (ancienne tribu de M'Zita), d'Oued-el-MEHIR (ancienne tribu d'Ouled-Ali) et d'Harréza ; à l'est, par les douars de Tigrine et de Mouka. La population était composée vers 1899 d'environ 2 100 habitants, répartis entre trois fractions ; Ath-sidi-Brahem Boubebkeur, Beni-Ouagag et Fedala. Durant l'Algérie française, elle fut divisée, par arrêté du 25 janvier 1894, en deux douars séparés par une ligne de crêtes et des ravins formant des limites naturelles : le douar du nord-est, renfermant le village d'Ouled-sidi-Brahim Oubebkeur, désigné sous le nom de « Bibans » et celui du sud-ouest  désigné sous le nom de « Beni-Ouagag ».  
D'après la tradition, cette tribu aurait eu pour fondateur un marabout venu du Maroc en passant par Telemcen l'an 805 de notre ère, Sidi Brahim Oubebkeur, qui, après avoir campé sur le lieu même où existe le village portant actuellement son nom, aurait, grâce à sa réputation de sainteté, réuni plusieurs groupes autochtones auxquels il imposa son autorité et qui formèrent bientôt une agglomération dans laquelle il est difficile aujourd'hui de reconnaître des différences d'origine. Jusqu'à la conquête française, les Ouled-sidi-Brahem Oubebkeur restèrent indépendants ; ils s'étaient constitués les gardiens des Portes de Fer, que les Turcs eux-mêmes ne purent
franchir qu'en leur payant un tribut. Ils firent leur soumission à la France en 1839. S'étant laissé entraîner dans le mouvement insurrectionnel de 1871, ils ont été frappés de séquestre collectif. La tribu s'est rachetée des effets de cette mesure par le paiement d'une indemnité en espèces.